# Figuren aus Futurama
Die Figuren der Fernseh-Zeichentrickserie Futurama sind mehrheitlich Einwohner der Stadt Neu-New York zu Beginn des 31. Jahrhunderts. Die Haupthandlung der einzelnen Folgen wird von den befreundeten Mitarbeitern des Unternehmens Planet Express getragen. Ähnlich wie bei Die Simpsons gibt es eine Reihe Nebenfiguren, die in unregelmäßigen Abständen wieder auftauchen. Dadurch ist es der Serie möglich, sich auch über diese Running Gags zu etablieren und Charakterzüge feiner auszuarbeiten.

## Hauptfiguren

### Philip J. Fry
Fry stammt aus unserer Zeit, wurde 1974 geboren und wacht nach einem kryostatischen 1000-jährigen Tiefschlaf in der Zukunft auf. Sein früheres Leben vermisst er kaum, da ihm weder sein Job als Pizzalieferant noch seine Mitmenschen besonders gefielen: Während seine Eltern es nicht für nötig hielten, nach ihrem verschwundenen Sohn zu suchen, kam es häufig zu Konflikten mit seinem Bruder Yancy; zudem betrog ihn seine Freundin Michelle. Das einzige Lebewesen, dem er nachtrauert, ist ein ihm zugelaufener Hund. Ihn hält Fry für den einzigen, der ihn vermisse. Dabei tut das seine gesamte Familie, und Frys Bruder Yancy benennt sogar seinen Sohn Philip, welcher im Jahr 2024 der erste Mensch auf dem Mars wird, nach dessen verschwundenem Onkel.
Im Jahr 3000 wird Fry Paketbote bei Planet Express, dem Paketdienst seines einzigen lebenden Verwandten Professor Hubert Farnsworth. Seine Arbeitskollegen werden schnell zu seinen wichtigsten Bezugspersonen. Fry ist unglücklich in seine Raumschiffskommandantin Leela verliebt und bewohnt den äußerst geräumigen Schrank seines besten Freundes, des amoralischen Roboters Bender. Die Figur wurde von Groening als Antiheld angelegt. Fry, der als Folge einer Zeitreise und einer Liebschaft mit seiner Großmutter sein eigener Großvater ist, zeigt sich faul, unpünktlich und unhygienisch, auch ist sein Intellekt eher gering. Zu seinen wenigen Interessen gehören Videospiele sowie die Fernsehlandschaft, über die er sehr gut informiert ist. Er teilt oftmals die moralisch verwerflichen Auffassungen von Bender, doch Fry tut im Ernstfall letztlich immer das Richtige.
Den Namen Philip gab Matt Groening Fry als Hommage an seinen verstorbenen Freund Phil Hartman. Die Abkürzung seines zweiten Vornamens „J.“ ist ein Markenzeichen Matt Groenings, das er auch bei Bart J. und Homer J. Simpson aus der Serie Die Simpsons verwendet hat. Groening hat das J als Abkürzung wiederum von Jay Ward übernommen, der eine Reihe seiner Cartoon-Figuren mit einem zweiten Vornamen versah, der mit „J.“ abgekürzt wird, beispielsweise Bullwinkle J. Moose und Rocket J. Squirrel aus der Rocky and Bullwinkle Show. Wofür das „J.“ in Frys Namen steht, wurde offengelassen. Frys Outfit, bestehend aus einer roten Jacke, weißem Shirt, blauen Jeans und schwarzen Turnschuhen, geht laut Groening zurück auf das Outfit von James Dean in dem Film … denn sie wissen nicht, was sie tun.

### Turanga Leela
Turanga Leela, gerufen Leela, ist die kompetente Pilotin des Lieferraumschiffs von Planet Express. Sie ist nach eigener Aussage 25 Jahre alt. Ihr auffälligstes äußerliches Merkmal ist, dass sie wie ein Zyklop nur ein einziges großes Auge hat. Ihre lilafarbenen Haare bindet sie mit einem Haargummi zu einem Pferdeschwanz, ihre übliche Kleidung besteht aus einem weißen Trägerhemd, schwarzen, eng anliegenden Hosen sowie dunkelgrauen Stiefeln.
Leela ist das Kind von Turanga Morris und Munga, Mutanten aus der Neu New Yorker Unterwelt. Da sie sich von nicht-mutierten Menschen nur durch ihre Einäugigkeit unterscheidet, sahen ihre Eltern die Möglichkeit, ihr ein besseres Leben an der Oberfläche zu ermöglichen und setzten sie auf der Stufe eines Waisenhauses aus. Dort wuchs sie in dem Glauben auf, eine Außerirdische unbekannter Rasse, möglicherweise die letzte ihrer Art, zu sein. Erst im Laufe der vierten Staffel der Serie erfahren sie selbst und der Zuschauer ihre wahre Herkunft. Im Waisenhaus durchlebt Leela eine schwierige Kindheit. Sie wird von anderen Waisen immer wieder wegen ihrer Einäugigkeit gehänselt. Als Teenager lernt sie Arcturanisches Kung Fu. Trotz hervorragender Leistungen in dieser Kampfsportart erhielt sie keine Unterstützung ihres frauenfeindlichen Lehrers Master Phnog; dennoch wurde sie zu einer exzellenten Kämpferin.
Leela arbeitete zunächst bei Applied Cryogenics, dem Kryonischen Labor, in dem Fry seinen tausendjährigen Kälteschlaf verbrachte. Dort war sie als Schicksals-Zuweiserin (im engl. Original: Fate Assignment Officer) dafür zuständig, Personen durch implantierte Chips dauerhaft einen Beruf zuzuweisen. Allerdings gab sie diese Tätigkeit auf, als sie Fry kennenlernte, und heuerte gemeinsam mit ihm und Bender bei Planet Express an, wo sie seither als Pilotin arbeitet.
Leela gilt als äußerst verantwortungsbewusst und fürsorglich, ist in bestimmten Situationen aber auch impulsiv und jähzornig. Sie ist sowohl kompetent und verlässlich als auch etwas übervorsichtig; insofern steht ihr Charakter im direkten Gegensatz zu dem Frys. Ihre Tierliebe kommt zum Ausdruck, als sie den gefräßigen Nibbler als Haustier aufnimmt. Obwohl Leela als äußerst attraktive Frau dargestellt wird, ist sie frustrierte Single – sicher auch, weil ihre Einäugigkeit viele Männer abschreckt. Zu ihren dauerhaften Verehrern zählen v. a. Fry und Zapp Brannigan, mit denen sie einen One-Night-Stand hatte. Leela sucht sich in der Regel Männer aus, die sich alle recht schnell als nicht zu ihr passend herausstellen. So kommt es zu ihrem Leidwesen nie zu einer tieferen und längeren Beziehung. Es kommt aber immer wieder zu Momenten, in denen sich zwischen Fry und ihr eine romantische Stimmung entwickelt, in der die beiden jedoch meistens unterbrochen werden, bevor es zu einem Kuss oder ähnlichem kommt. Fry bemüht sich redlich um eine engere Beziehung, aber immer wenn er ihr seine Zuneigung beweisen will, werden seine Bemühungen zerstört oder Leela anderweitig abgelenkt. Erst am Ende der fünften Staffel wurden die beiden ein Paar.
Der Name ist eine Anspielung auf die Turangalîla-Sinfonie von Olivier Messiaen. Groening hatte schon länger geplant, eine einäugige weibliche Figur zu schaffen, und betrachtet Leela als künstlerische Herausforderung. Durch das große Auge sind Mienen im Brauen- und Stirnbereich nicht korrekt darstellbar, was die Zeichner dazu zwingt, den Charakter mit anderen Stilmitteln auszuarbeiten.

### Bender Bieger Rodríguez
Bender, mit vollem Namen Bender Bieger Rodriguez (im Original Bender Bending Rodríguez), ist ein humanoider Roboter vom Typ Bending Unit 22 und Frys bester Freund. Sein Name leitet sich vom englischen Verb “to bend” (deutsch: „biegen“) ab und spielt damit auf seine ursprüngliche Arbeit an, Stahlträger für Selbstmordzellen zu biegen. Der Begriff steht aber im amerikanischen Slang auch für Alkohol- und Drogenmissbrauch.
Er wurde um 2998 von Mom’s Friendly Robot Company im mexikanischen Tijuana gebaut und trägt die Produktionsnummer 1729. In seinem Gehirn arbeitet eine 6502-CPU von MOS Technology.
Benders Charakter ist die konsequente Umkehr der gängigen Vorstellung davon, wie menschenähnliche Roboter in der Zukunft sein und handeln werden. Bender ist also nicht neutral, emotionslos und uneigennützig, sondern egoistisch, selbstverliebt, faul, unmoralisch und respektlos. Darüber hinaus weist er eine Reihe von Eigenarten auf, die für einen Roboter völlig sinnlos, weil allzu menschlich sind: Beispielsweise ist er kitzlig, abergläubisch und nicht schwindelfrei, spricht im Schlaf, verliebt sich oder bekommt Schluckauf. Er führt ein nach menschlichen Maßstäben lasterhaftes Leben, da er Unmengen von Alkohol, Zigarren und Roboter-Pornografie konsumiert und das Glücksspiel liebt. Zudem hat er Spaß daran, andere zu beleidigen, zu bestehlen oder zu betrügen. Sein Lieblingsspruch (und seine erste Textzeile in der Serie) ist „Du kannst mich mal an meinem blanken Metallarsch lecken“ (engl.: “bite my shiny metal ass”). Ironischerweise hat Bender jedoch beizeiten eine Schwäche für niedliche Lebewesen wie Vögel und Schildkröten. Sein Verhältnis zu Alkohol ist umgekehrt als beim Menschen, da Benders Funktionen ohne regelmäßigen Konsum alkoholischer Getränke versagen.
Bender ist Fan des Fernsehkochs Elzar und selbst ein leidenschaftlicher Hobbykoch. Da ihm als Roboter die Fähigkeit des Schmeckens fehlt, sind die Mahlzeiten, die er zubereitet, meist ungenießbar. Dennoch erhält er (zumindest vorübergehend) den Posten des Schiffskochs bei Planet Express.
Benders Körper besteht aus einem zylindrischen Rumpf, einem zylindrischen, oben kugelförmig abgerundeten Kopf und schlauchartigen Armen und Beinen. Er hat an jeder Hand drei Finger und mittig auf dem Kopf eine Antenne. Um verschiedene Gags zu ermöglichen, tauchen an ihm in einzelnen Szenen neue Knöpfe oder Gadgets auf. Besonders das Innere seines Rumpfes, das über eine große Klapptür zugänglich ist, birgt regelmäßig neue Funktionen – meist nutzt Bender diesen Körperteil jedoch einfach, um dort Diebesgut zu verstecken. Genauso wie die Funktionalität seiner Körperteile story- oder gagabhängig variiert, besteht die Zusammensetzung seines Metallkörpers nach eigenen Angaben wahlweise aus verschiedensten Metallvariationen.
Bender ist sehr markant ausgearbeitet und in den USA zu einer eigenständigen Figur geworden, die auch in anderen Zusammenhängen außerhalb des Futurama-Universums auftritt, beispielsweise in einem Interview mit Al Gore über die Zukunft oder in Konjugationen mit anderen Comicserien. Obwohl für die Fernsehausstrahlungen auf dem amerikanischen Markt zahlreiche Sequenzen von Bender herausgeschnitten wurden, vor allem obszöne oder zynische Bemerkungen, ist diese Figur hauptsächlich für den Ruf der Bissigkeit verantwortlich, den Futurama in Amerika hat.

### Professor Hubert J. Farnsworth
Prof. Farnsworth (* 9. April 2841) ist Frys 160 Jahre alter Verwandter in der Zukunft und Chef des Lieferunternehmens Planet Express Delivery Service. Dieses wurde von ihm gegründet, um seine Forschungen und verrückten Erfindungen finanzieren zu können. Zu seinen bedeutendsten Erfindungen gehören das Planet-Express-Raumschiff mit seinem Dunkle-Materie-Antrieb, der nicht das Raumschiff bewegt, sondern das Universum um das Raumschiff herum, das Duftoskop (im Original Smelloscope), mit dem es möglich ist – entgegen allen physikalischen Grundvoraussetzungen – Gerüche von weit entfernten Objekten im All aufzunehmen, ein Universalübersetzer, der aber nur in eine „unverständliche tote Sprache“ übersetzt – im amerikanischen Original sowie in der deutschen Übersetzung ist es Französisch, in der französischen Übersetzung Deutsch – sowie eine „Was-wäre-wenn-Maschine“ (“What-if-machine”), die Geschichten von Interesse produziert. Sie ist allerdings laut Aussage des Professors „nicht das Gold wert, aus dem sie gemacht ist“. Außerdem werden immer wieder weitere Erfindungen als kleine Gags eingebaut. Beispiel: „Eine gute Nachricht, Freunde. Ich habe dem Toaster beigebracht, Liebe zu empfinden.“
Farnsworth hat keinerlei Hemmungen, seine Angestellten auf die absurdesten und gefährlichsten Missionen zu schicken. Professor Farnsworth eröffnet eine Besprechung immer mit den Worten „Eine gute Nachricht, Freunde“ (im Original: “Good news, everyone”), was nur selten der Wahrheit entspricht. Er wurde als makabere und kaltblütige Figur ausgearbeitet, die aus eigensinnigen Motiven oder naiver Amoral handelt, im Kern aber gutartig gesinnt ist. So arbeitet er mit den anderen zusammen und ist hilfsbereit, sofern er die Sachlage richtig begreifen kann. Er wird als von armer Herkunft beschrieben und hatte als junger Wissenschaftler mehrere Affären mit Mom, der skrupellosen Besitzerin der Roboterfabrik, gegenüber der er masochistisch skizziert wird. Im dritten Futurama-Film Bender's Game, erfährt man, dass Moms jüngster Sohn von Farnsworth ist.
Er hat einen jungen Klon namens Cubert, den er wie seinen Sohn behandelt. Der Name des Professors erinnert an den amerikanischen Erfinder Philo Farnsworth, einen Wegbereiter des Fernsehers.

### Dr. John Zoidberg
Dr. Zoidberg ist ein menschengroßer, krabbenartiger Außerirdischer vom Planeten Decapod 10 und der Betriebsarzt von Planet Express. Er verfügt aber weder über ein medizinisches Diplom noch über elementare Kenntnisse der menschlichen Physiologie oder Anatomie – seinen Doktorgrad hat er in Kunstgeschichte erlangt. Er weist spezielle Charakteristika von Meerestieren auf: Anstelle von Händen und Füßen besitzt er Scheren; bei Gefahr neigt er dazu, Tinte zu verspritzen. Zudem stellt sich während der Paarungszeit seiner Spezies auf seiner Stirn ein Kamm auf, und er geht gelegentlich im Krebsgang seitwärts oder wechselt seine Schale. Außerdem produziert er Perlen, die er immer wieder aus seinem Rachen hochwürgen muss.
Der Charakter der Figur war zu Beginn der Serie nicht vollständig ausgearbeitet und hat sich stark verändert. Er wurde zunächst in Analogie an Dr. „Pille“ McCoy aus Star Trek angelegt: Während McCoy fremdartige Aliens behandeln musste, ist Zoidberg als Decapoide völlig mit den medizinischen Bedürfnissen von Menschen überfordert (Zitat: „Die Knochen! Die Knochen! Ich vergesse immer die Sache mit den Knochen!“). Ursprünglich wirkt die Figur komisch aufgrund absurder Fremdartigkeit, der die menschliche Kultur so unverständlich ist, dass sie in Gesprächen kaum sinnvolle Beiträge liefern kann und jeden privat gehaltenen Beweggrund offen herauskehrt. Zoidbergs Motive sind demzufolge immer durchschaubar. So hat er einen unbändigen Appetit und macht nicht vor Nahrungsresten aus der Mülltonne halt, da er wenig über menschliche Sitten weiß. Er hat aufgrund großer Verständigungsschwierigkeiten geringe soziale Fähigkeiten und trägt so zum Slapstick bei. Später wurde die Figur zum Verlierertyp entwickelt, die sich daraus ergebende Komik tritt zunehmend in den Vordergrund. Zoidberg ist stark unterbezahlt, was bei ihm zu Depressionen führt. Er bleibt aber immer in seinen Motiven durchsichtig und trägt seine erfolglosen Wünsche nach Reichtum oder Anerkennung unfreiwillig zur Schau.
Im Laufe der sechsten Staffel wird die Figur weiter ausgearbeitet. So erfährt man, dass Zoidberg und der Professor sich im Jahr 2929 bei einer im Auftrag von Mom durchgeführten Mission kennenlernten. Dort wurde ihm vom Professor das Leben gerettet. Seitdem sind die beiden beste Freunde. Außerdem wird in Rückblenden gezeigt, dass Zoidberg früher Haare hatte und äußerst beliebt war. Er hatte sogar eine Affäre mit dem attraktiven weiblichen Mitglied der ehemaligen Crew.
Zoidberg bekam seinen Namen in Anlehnung an das Videospiel „Zoids“ verliehen, das unter anderem für den Apple II veröffentlicht wurde. David X. Cohen, Executive Producer von Futurama, verbrachte mit dem Spiel die meiste Zeit seiner Highschooljahre. “Zoidberg is an homage to that wasted three-year period.” (deutsch: „Zoidberg ist eine Hommage an diese drei verschwendeten Jahre.“) Wie Fry wird auch Zoidberg fast ausschließlich mit seinem Nachnamen angesprochen.

### Hermes Conrad
Hermes ist Jamaikaner und der gewissenhafte Bürokrat des Unternehmens. Er hat eine jamaikanische Frau namens LaBarbara und einen Sohn, Dwight. Für das Team der Erde hat er an den Olympischen Spielen 2980 in der Disziplin Limbo teilgenommen. Er liebt Bürokratie über alles, wobei er keinen Wert auf Effizienz legt. Stattdessen stellt er unsinnige Anträge aus und vernichtet sie sogleich wieder. Er schert sich nicht um Arbeiterrechte und behandelt die Angestellten von Planet Express wie Sklaven; zudem duldet er, dass Fry, Bender und Zoidberg nicht die geringste Qualifikation für ihre Tätigkeit als Raumschiffcrew mitbringen.
Wie Zoidberg wurde auch diese Figur ursprünglich zu einem anderen Zweck angelegt, hieß Dexter und war kein Jamaikaner. Die endgültige Form lebt von den markanten Vorurteilen, die man Jamaikanern in den USA entgegenbringt: Sie gelten als der Inbegriff der absoluten Unzuverlässigkeit und Gleichgültigkeit. Hermes erinnert zu vielen Gelegenheiten an die jamaikanische Kultur, zeigt aber zumeist statt Drogenmissbrauch und Müßiggang pflichtbeflissene Überpünktlichkeit, geht rechtzeitig ins Bett und trinkt Milch. Er ist außerdem ein sehr familiärer Mensch.

### Amy Wong
Amy Wong kam während ihres Ingenieursstudiums an der Mars-Universität als Praktikantin zu Planet Express. Sie ist gebürtige Marsianerin chinesischer Abstammung und gehört zur reichen Familie der Mars Wongs. Sie hat dieselbe Blutgruppe wie Professor Farnsworth, weshalb er sie gerne um sich hat.
Amy ist die attraktivste Mitarbeiterin bei Planet Express und war unter anderem kurz mit Bender (der sie fallen ließ, nachdem ihre Beziehung legalisiert wurde) und mit Fry zusammen, der sich aber von ihr belagert fühlte. Die meiste Zeit führt sie eine Beziehung mit dem DOOP-Leutnant Kif Kroker. Amy ist tollpatschig, romantisch und sehr naiv. Ihre Lieblingsbeschäftigungen sind Partys, Shopping und Being John Malkoviching. Sie gehört der Studentenverbindung „Kappa Kappa Wong“ an und ist Speerwerferin im Team der Mars-Universität. Außerdem hat sie eine obszöne Tätowierung auf ihrem linken Oberarm, die wir aber mit unseren „primitiven, niedrig auflösenden Fernsehern nicht sehen können“. Später wurde sie mit Prof. Farnsworth als Doktorvater in Angewandter Physik promoviert.
Amy war von Groening im ersten Skript ursprünglich mit Charaktereigenschaften von Tank Girl geplant, wurde jedoch später als anständiges, etwas einfältiges Mädchen realisiert, weil sie sich sonst nicht deutlich genug von Leela abgesetzt hätte. Amy passieren oft Missgeschicke, sie ist sexuell aktiver, aber auch blauäugiger als die anderen.

## Die wichtigsten Nebenfiguren

### Zapp Brannigan
Zapp Brannigan ist Captain des DOOP-Raumschiffes Nimbus und hält sich selbst für unwiderstehlich. Er hatte eine Affäre mit Leela und wird nicht müde, dies ihr gegenüber zu erwähnen. Seitdem versucht er sie zum erneuten Liebesakt zu drängen. In der Schlacht verlässt sich Captain Brannigan zumeist auf simple Selbstmordmissionen. So besiegte er eine Horde aufständischer Killer-Roboter, indem er so viele seiner eigenen Männer von ihnen töten ließ, bis das einprogrammierte Tötungslimit der Roboter erreicht war und sie sich selbst abschalteten. Er ist auch dafür bekannt, unterlegene Gegner in blutigen Schlachten zu besiegen, so etwa die Pazifisten aus dem Gandhi-Nebel. Des Weiteren führt er laut eigenen Angaben den heroischen Kampf Gut-gegen-Neutral. Captain Brannigan ist Autor des Strategiebuchs „Brannigan’s Big Book of War“, das er selbst mit Sun Tsus Strategieklassiker Die Kunst des Krieges gleichsetzt. In der Regel trägt Zapp eine sehr kurze Veloursuniform und keine Unterwäsche. Die Figur wird als zynisch, selbstsüchtig, selbstüberschätzend, sexuell anzüglich, feige und widerwärtig beschrieben.
Zapp Brannigans Charakter beruht laut Matt Groening auf der Idee, dass nicht James T. Kirk Captain der Enterprise aus der Serie Star Trek wäre, sondern sein Schauspieler William Shatner.

### Kif Kroker
Kif ist ein Außerirdischer vom Planeten Amphibios IX und Erster Offizier auf dem Raumschiff Nimbus. Er besitzt eine eher kleinwüchsige Körperform und hat keine Knochen, stattdessen wird sein Körper durch ein System flüssigkeitsgefüllter Blasen gestützt. Ähnlich manchen Geckos kann er an Wänden und Decken entlanglaufen, um sich beispielsweise vor den auf „Snu Snu“ (Sex) begierigen Frauen des Planeten der Amazonen zu retten oder jemandem zu imponieren. Er besitzt einen chamäleonartigen Tarnreflex, bei dem sich seine Farbe der des Hintergrunds angleicht, den er bei Nervosität nicht kontrollieren kann.
Kif ist Amy Wongs Freund. Er lernte sie zwar bereits auf dem Raumschiff Titanic II kennen, ihre Beziehung begann jedoch erst auf dem Planeten der Amazonen. Durch einen Zufall wurde er von Leela schwanger und gebar viele Kinder, die für ca. 20 Jahre in kaulquappenartiger Form in einem Tümpel auf Kifs Heimatplaneten umherschwimmen. Er ist oft depressiv und verachtet seinen Vorgesetzten Zapp Brannigan (was er meist in Form eines tiefen Seufzers zum Ausdruck bringt), da dieser Kif nie den gebührenden Respekt zollt. Nicht selten übernimmt er undankbare Aufgaben für Zapp Brannigan, vor allem solche, die Zapps Körperhygiene und leibliches Wohlbefinden betreffen. Kif und Zapp treten nicht in allen Episoden auf.

### Nibbler
Nibbler ist Leelas Haustier und scheidet Dunkle Materie aus, die als Treibstoff für Raumschiffe dient. Es hat in der Serie zunächst den Anschein, als wäre Nibbler ein dümmlicher Allesfresser – der Planet, auf dem die Gruppe um Leela Nibbler fand, war gezeichnet von dessen Heißhunger auf alle möglichen Lebewesen; nicht selten frisst er um ein Vielfaches größere Daseinsformen binnen weniger Sekunden –, jedoch wird im Verlauf der Serie enthüllt, dass Nibbler absichtlich zur Erde kam, geschickt von seiner Rasse (einer der ältesten und weisesten Rassen des Universums, die bereits 17 Jahre vor dem Urknall existierte), um eventuelle Angriffe einer bösartigen Rasse riesiger Gehirne zu erspähen.
Er ist auch derjenige, der dafür gesorgt hatte, dass Fry 1999 eingefroren wurde.
Nibbler bestellte die Pizza, deren Lieferung Fry in die Kryostase-Firma führte, und blies auch den Stuhl an, auf dem Fry saß, so dass dieser hintenüber fiel und in den Gefriertank stürzte.
In der Episode Philip J. Fry: V.I.P reist Fry allerdings in die Vergangenheit und bläst den Stuhl am Ende selbst um, wogegen man in der ersten Folge, wenn man genau hinschaut, den Schatten von Nibbler erkennen kann, als Frys Stuhl kippt. Nach jeder Geschichte, in der Nibbler zu den anderen Figuren gesprochen hat, löscht er deren Gedächtnis. Dies tut er bis zum ersten Film Bender's Big Score; dort vergisst er es, und die anderen wissen auch noch in den nachfolgenden Episoden von seinen Fähigkeiten.

### Mom
Mom ist die Inhaberin von Mom’s friendly robot company und die reichste Person im Jahr 3000. Sie besitzt ein Monopol zur Herstellung von Robotern und weiteren Artikeln. Trotz ihres enormen Reichtums ist Mom verschlagen und ständig schlecht gelaunt. Ihren Ärger lässt sie dann an ihren Söhnen Walt, Larry und Igner, letzterer ist der Sohn von Professor Farnsworth, in Form von Ohrfeigen aus. In der Öffentlichkeit versteckt sie ihren wahren Charakter unter einem Fettanzug und hält das Bild der liebenswürdigen alten Dame aufrecht. Vor 70 Jahren hatte sie eine Beziehung mit Professor Farnsworth. Da er ihr den Laufpass gegeben hat, ist sie meistens schlecht gelaunt.

## Weitere wiederkehrende Nebenfiguren
Der nachstehende Teil der Liste enthält weitere wiederkehrende Nebenfiguren.
Barbados SlimHermes’ hünenhafter Erzrivale Barbados Slim hat ihn bei den Olympischen Spielen 3004 im Limbo geschlagen und so die olympische Goldmedaille gewonnen. Er ist damit der bisher Einzige, dem es gelang, die olympischen Goldmedaillen in den Disziplinen Limbo und Sex zu vereinen. Er war einst mit Hermes’ jetziger Ehefrau LaBarbara verheiratet, die ihn als „meinen Mahagoni-Gott“ bezeichnet.
BeelzeboterBeelzeboter (im englischen Original Robot Devil) ist der Roboter-Teufel und als solcher Chef der Roboter-Hölle. Dabei handelt es sich in der Serie allerdings nicht um einen jenseitigen, sondern äußerst realen Ort, der unter einem verlassenen Vergnügungspark namens „Reckless Ted’s Funland“ in New Jersey liegt und über ein Gruselkabinett namens „Inferno“ zugänglich ist. Seine Aufgabe ist es, dort Roboter zu quälen, die Mitglied seiner Religion Robotology sind und gesündigt haben. Obwohl die Auftritte von Beelzeboter meist hochdramatisch und effektvoll sind, scheint er keine übernatürlichen Fähigkeiten zu haben. Er ist ein virtuoser Geigenspieler und für einen Roboter überdurchschnittlich stark.
CalculonCalculon ist ein berühmter Roboter-Schauspieler. Er ist 1000 Jahre alt und war unter anderem als David Duchovny bekannt. Er ist Star der Roboter-Soap Alle meine Stromkreise (original: All my Circuits). In einer Episode hat er eine Beziehung mit dem geschlechtsumgewandelten Bender und wollte diesen sogar heiraten.
Dwight ConradDwight ist der dreizehnjährige Sohn von Hermes und LaBarbara Conrad. Er ist eng mit Cubert Farnsworth befreundet. Dwight schlägt in vielerlei Hinsicht nach seinem Vater, beispielsweise findet auch er Buchhaltung und Bürokratie unterhaltsam. Er trägt Dreadlocks und ein T-Shirt, das die jamaikanische Flagge zeigt.
LaBarbara ConradLaBarbara ist Hermes Conrads Ehefrau. Sie ist deutlich größer als er, hat eine schlanke Figur und trägt stets sehr freizügige Kleidung. LaBarbara und Hermes reden sich gegenseitig meist nur mit „Mann“ und „Frau“ an.
Donbot→ siehe Roboter-Mafia
ElzarElzar ist ein vierarmiger blauer Neptunianer, ein berühmter Koch mit eigenem Nobelrestaurant und einer Fernsehsendung. Sein größter Fan und Gegenspieler ist Bender. Er ist die Comicumsetzung des Fernsehkochs Emeril Lagasse, die Einspieler in Futurama beziehen sich auf einzelne bekannte Sendungen, und viele Phrasen von Elzar sind von Lagasse übernommen. Andere Witze gehen auf Alain Ducasse zurück, wie beispielsweise “That’s why you always should use high quality cooking items” in Bezug auf Ducasses Zitat: „Eine Pfanne ist gut, wenn sie damit problemlos jemanden erschlagen können.“
Cubert FarnsworthCubert ist der Klon von Professor Farnsworth. Dieser hat ihn 2989 aus einem Geschwulst auf seinem Rücken erschaffen und zwölf Jahre in vitro gezüchtet, damit er dessen wissenschaftliches Erbe antritt. Cubert sieht dem Professor, den er „Vater“ nennt, sehr ähnlich, hat allerdings eine Schweinchennase, weil er zu lange in einem zu engen Reagenzglas eingeklemmt war; Cuberts Haare erinnern stark an die seines Urur…-großonkels Fry. Cubert ist arrogant, aufgeblasen und benimmt sich herablassend gegenüber der Planet-Express-Crew. Sein einziger Freund ist Dwight Conrad.
FlexoFlexo ist wie Bender ein Roboter vom Typ Bending Unit 22, infolgedessen hört er sich wie dieser an und sieht zudem genauso aus, abgesehen von einem kleinen Spitzbart am Kinn. Flexo hat die Angewohnheit, zuerst das Gegenteil von dem zu sagen, was er tatsächlich fühlt, um sich dann zu korrigieren, beispielsweise indem er sein Gegenüber zunächst beleidigt, dann lacht und hinzufügt: „Ach, ich will dich bloß ärgern mein Junge, du bist ein netter Kerl“ oder „Du bist ganz in Ordnung, schön dich wiederzusehen.“ Flexo war mit dem weiblichen Roboter Angleyne verheiratet, wurde aber geschieden. Nachdem Bender eine Romanze mit Angleyne hatte, finden die beiden wieder zusammen.
Al Gore→ siehe Köpfe Prominenter
HedonismusbotDer Hedonismusbot ist ein goldener Roboter, der in sich die typischen Eigenschaften von Hedonismus und Dekadenz vereint. Gebaut wurde er in auf einem Chaiselongue liegender Haltung und mit einer Schale auf seinem rundlichen Bauch, aus der er fortwährend Trauben isst. Auf seinem kahlen Kopf trägt er einen ebenfalls goldenen Lorbeerkranz.
Hypnose-KröteDie Hypnose-Kröte (im Original Hypnotoad) hat die Fähigkeit, Menschen und Tiere zu hypnotisieren. Sie besitzt ihre eigene Fernsehshow, die aber ab der 3. Staffel öde geworden ist.
Klemmer→ siehe Roboter-Mafia
Köpfe ProminenterZu den zahlreichen Erfindungen im Futurama-Universum zählt die Möglichkeit, menschliche Köpfe in Gläsern am Leben zu halten (siehe auch: Köpfe in Einmachgläsern). Durch die Technologie, die dem US-amerikanischen Erfinder Ron Popeil zugeschrieben wird, können Prominente der Gegenwart in die Serie eingebaut werden. Kurioserweise treten auch Personen wie George Washington auf, die bereits verstorben waren, bevor die Technologie entwickelt wurde.
- Al Gore ist im 31. Jahrhundert Imperator des Mondes. Er tritt jedoch auch im Jahr 1999 auf, in dem er Vizepräsident der Vereinigten Staaten und Anführer der Vice Presidential Action Rangers ist. Sein Porträt ziert die 500-Dollar-Note. Al Gore hat sich beziehungsweise seinen Kopf im englischen Original sogar während seiner Amtszeit als Vizepräsident der Vereinigten Staaten selbst synchronisiert. Mit insgesamt vier Gastauftritten bis zum Ende der sechsten Produktionsstaffel hält er den Rekord.
- Richard Nixons Kopf wurde im Jahr 3000 mit nur einer Stimme Vorsprung zum Präsidenten der Erde gewählt – Kontrahenten waren die menschlichen Klone Jack Johnson und John Jackson. Außerdem besaß er vorübergehend den Körper von Bender. Nixons Kopf taucht mehrfach auf und übernimmt dann die Rolle des fiesen Präsidenten.

LindaLinda ist Morbos ahnungslose Co-Moderatorin, die trotz Morbos schlechtem Humor lacht.
LrrrLrrr ist der Herrscher von Omicron Persei 8, einem Planeten, der 1000 Lichtjahre von der Erde entfernt ist. Wenn er nicht damit beschäftigt ist, 1000 Jahre alte Fernsehsendungen der Erde anzuschauen, droht er häufig damit, selbige zu vernichten. Er ist sehr gewalttätig, aber leicht hinters Licht zu führen. Zeitweilig kommt auch seine sentimentale Ader zum Vorschein. Andererseits will er Frys „menschliches Horn“ (seine Nase) als Aphrodisiakum essen, um die Beziehung zu seiner Frau wieder zu beleben. Da Frys Penis noch größer als seine Nase ist, was ihm Bender verrät, will er Frys unteres Horn essen. Des Weiteren macht sich Lrrr immer wieder selbst lächerlich, etwa indem er vor vermeintlich ausgeschalteter Kamera Privates äußert oder durch Verspeisen eines bekifften Hippies selber in einen Drogenrausch gerät.
Joey Mousepad→ siehe Roboter-Mafia
MorboMorbo ist das Nachrichtenmonster („Newsweekmonster“) von Entertainment and Earth Invasion Tonite und anderen Sendungen auf Television Network. In seiner eigentlichen Tätigkeit ist er jedoch ein Späher für die geplante Invasion auf der Erde durch seine Rasse, was er häufig durch seine hasserfüllten Bemerkungen gegenüber der menschlichen Rasse zum Ausdruck bringt.
NdndNdnd ist die Frau von Lrrr.
Richard Nixon→ siehe Köpfe Prominenter
Pazuzuist ein von Professor Farnsworth geschaffener Wasserspeier, der ihm einmal (Die Quelle des Alterns) das Leben rettet und später (Die Ära des Tentakels) aus dem Gefängnis befreit. Der Name ist eine Anspielung auf den Dämon Pazuzu aus der mesopotamischen Mythologie.
C. Randal PoopenmeierPoopenmeier ist Bürgermeister von Neu New York.
RandyRandy ist ähnlich wie Sal eine Figur, die ab und zu vorkommt, aber nie mit Namen genannt wird. Er ist zum Beispiel der Verkäufer im Schmuckladen, in dem sich Zoidberg in der Episode 300 dicke Dinger Ringe ansieht und dann doch nicht kauft.
RobertoRoberto ist ein extrem gewalttätiger krimineller Roboter. Wenn er sich in Rage redet, zückt er ein Messer und fängt an, auf Leute einzustechen. Er wird öfter in der Roboter-Psychiatrie gesehen.
Roboter-MafiaDie Roboter-Mafia ist ein Verbrechens-Syndikat, das sich unter anderem durch Schutzgelderpressung und Überfälle finanziert und Arbeitskampfmaßnahmen von Roboter-Gewerkschaften unterstützt. Hauptquartier der Organisation ist „Fronty’s Meat Market“. („Front“ steht im Englischen für eine Fassadenfirma, hinter der sich ein anderes, oft illegales Unternehmen verbirgt.) Obwohl die Roboter-Mafia die organisierte Roboter-Kriminalität beherrscht, besteht sie aus nur drei Mitgliedern; allerdings arbeitete Tinny Tim zumindest einmal als Laufbursche für das Syndikat, und Bender wurde vorübergehend als „Vollstrecker“ aufgenommen.
- Der Donbot ist der untersetzte Chef der Roboter-Mafia. Er trägt goldene Ringe an allen Fingern, kann es aber nicht leiden, wenn andere mit ihrem Geld angeben. Seine Straßenkleidung besteht aus einem braunen Hut, einem langen, braunen Mantel, den er lose über die Schultern legt, und einem Spazierstock.
- Joey Mousepad hat die große, bullige Figur und geringe Intelligenz des stereotypen Schlägers. Er ist dermaßen einfältig, dass er selbst die offensichtlichsten Anspielungen nicht versteht; auf Donbots Anordnung „Dieser Streikbrecher wird einen kleinen Arbeitsunfall haben“ antwortet er beispielsweise: „Bei allem nötigen Respekt, Donbot, wir sollten uns nicht darauf verlassen, dass ein Unfall passiert. Bringen wir ihn doch selbst um!“ Um den Hals trägt er eine goldene Kette, an der eine Computermaus hängt.
- Klemmer (im englischen Original: Clamps, zu deutsch „Klemmen“) ist dünn, nervös, psychotisch und sarkastisch. Anstelle von Händen hat er zwei Klemmen, von denen er besessen ist, und die er bei jeder sich bietenden Gelegenheit einsetzen will.

Roboter-Teufel→ siehe Beelzeboter
SalSal ist eine wiederkehrende Nebenfigur im Futurama-Universum. Der dicke, faule, mürrische Arbeiter wird immer in unterschiedlichen Beschäftigungsverhältnissen gezeigt, ohne dass klar wird, ob er diesen gleichzeitig nachgeht oder ob er häufig gefeuert wird. Seine Jobs sind stets mühselig und eintönig und werden von ihm mehr schlecht als recht erledigt. Sein äußeres Erscheinungsbild entspricht dem Klischee des Vertreters des White Trash: Er trägt ein schmutziges, weißes Männerunterhemd, unter dem sein dicker Bauch hervorquillt, und eine Hose, die seinen Hintern nicht zu fassen vermag, dazu eine rote Baseball-Mütze; er ist unrasiert, hat Augenringe und stets eine Zigarette im Mundwinkel hängen. Im englischen Original spricht er New Yorker Dialekt und setzt Worte in den Plural, die im Singular stehen müssten, und umgekehrt.
Santa ClausSanta Claus ist ein Weihnachtsmannroboter, der ursprünglich von der Spielzeugindustrie gebaut wurde, um die Kinder der Erde zu beschenken. Durch einen Programmfehler sind aber seine Maßstäbe zu hoch angesetzt, so dass er jeden Menschen als unartig einstuft und mit dem Tod durch seine Raketenwerfer oder Automatikfeuerwaffen bestrafen will. Er richtet jedes Jahr an Weihnachten ein verheerendes Inferno auf der Erde an, während er den Rest des Jahres auf dem Neptun verbringt.
ScruffyScruffy ist der Hausmeister des Planet-Express-Gebäudes. Er besitzt 40.000 Planet-Express-Aktien. Obwohl er häufiger vorkommt, scheint ihn niemand wirklich zu kennen. Er hat keinerlei soziale Kontakte zu den anderen Planet-Express-Mitarbeitern. Bei der Ausübung seiner Hausmeistertätigkeit sieht man ihn eigentlich nie, er liegt meist faul in einem Stuhl und liest „National Pornographic“ und ähnliches. Außerdem redet er von sich selbst immer in der 3. Person.
Tinny TimTinny Tim ist ein obdachloser, verkrüppelter Roboter in Kindergestalt. Die Figur und ihr Name sind eine Anspielung auf die Figur des Tim Cratchit („Tiny Tim“) aus Charles Dickens’ Eine Weihnachtsgeschichte; „tinny“ bedeutet im Englischen „zinnern“ (aus Zinn). Tinny Tims rechtes Bein ist zu kurz, dafür hat er anstelle des rechten Armes eine hölzerne Krücke. Er ist immer und in jeder Situation äußerst freundlich und verehrt Bender, der ihn jedoch in beinahe jeder Szene mehr oder weniger absichtlich verletzt. Im Original spricht er mit englischem Akzent.
Turanga Morris und MungaTuranga Morris und Munga sind Leelas Eltern. Sie sind Mutanten und haben ihre Tochter seinerzeit vor dem Waisenhaus ausgesetzt, um ihr ein besseres Leben „auf“ der Erde zu ermöglichen. Sie leben in der Kanalisation unter der Stadt. Sie tauchen erstmals in der Episode Gefühls-Chip gefällig? auf, in der sie in der Kanalisation in einer Gruppe anderer Mutanten stehen. Zu dem Zeitpunkt weiß der Zuschauer jedoch noch nicht, dass sie Leelas Eltern sind.
Professor Ogden WernstromWernstrom ist der Rivale Farnsworths. Er ist ebenso Wissenschaftler und wird von Farnsworth oft für sein „junges“ Alter (er ist auch schon über 120 Jahre alt) verspottet. Er war einst Schüler von Prof. Farnsworth und erklärte diesem die Feindschaft, als er von ihm die Note 1- wegen Formfehlern in einer Arbeit bekam. Wenn er auftaucht oder erwähnt wird, stößt Farnsworth ein verächtliches, langgezogenes „Wernstrom!“ aus.
Leo und Inez WongLeo und Inez sind Amys Eltern. Ihnen gehört die gesamte westliche Hemisphäre des Mars. Sie sind durch Buggalo-Zucht sehr reich geworden und drängen ihre Tochter ständig dazu, ihnen doch endlich ein Enkelkind zu schenken.